# Nauviale
 Nauviale  (en occitano Nòuviala) es una población y comuna francesa, situada en la región de Mediodía-Pirineos, departamento de Aveyron, en el distrito de Rodez y cantón de Marcillac-Vallon.

## Demografía
| 568 | 526 | 520 | 502 | 465 | 454 |
| Para los censos de 1962 a 1999 la población legal corresponde a la población sin duplicidades (Fuente: INSEE [Consultar]) |     |     |     |     |     |